# Oberbürgermeisterwahl in Köln 2015

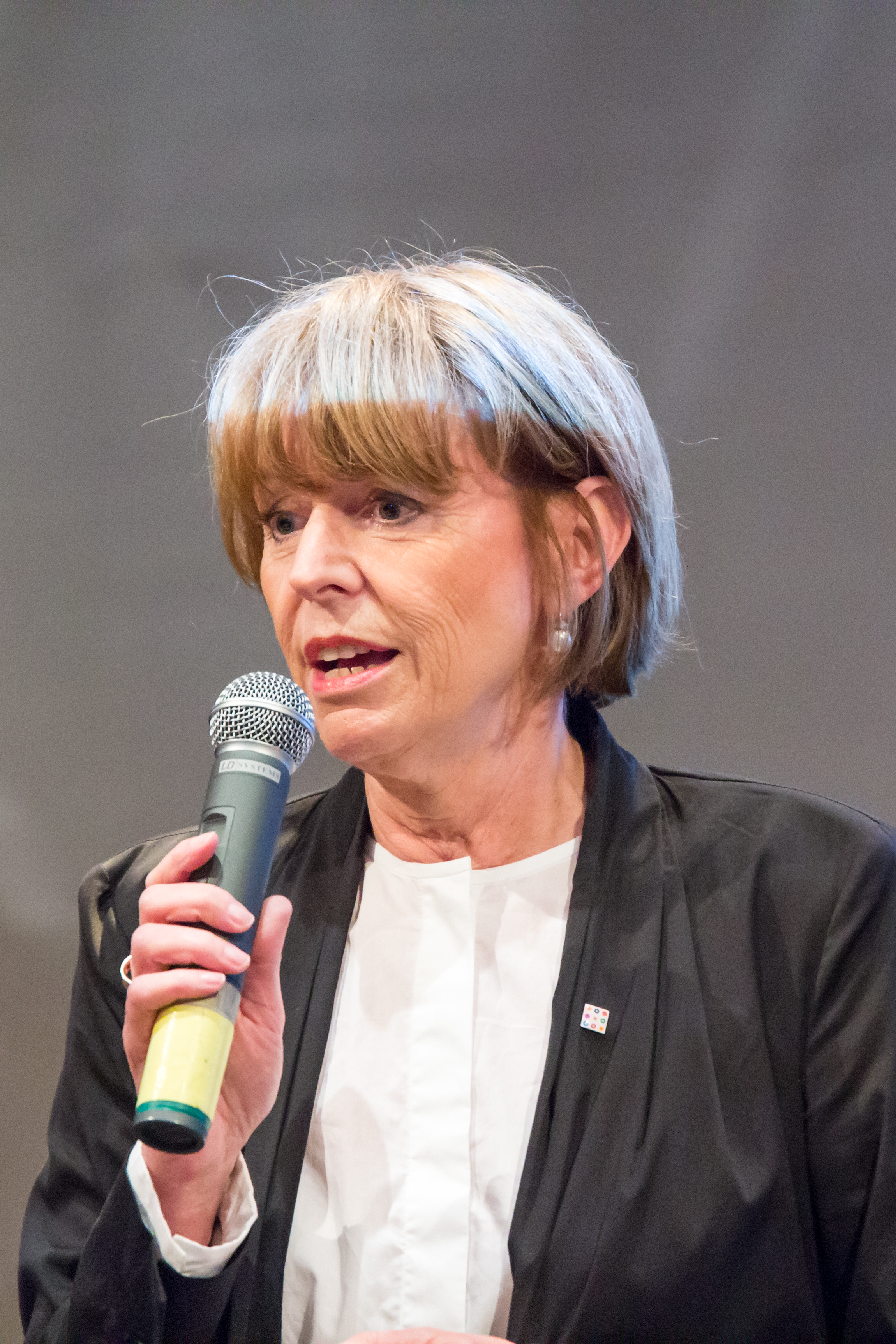
Henriette Reker wurde 2015 zur Oberbürgermeisterin von Köln gewählt

Die Oberbürgermeisterwahl in Köln fand am 18. Oktober 2015 losgelöst von den Kommunalwahlen in Nordrhein-Westfalen 2015 statt, die am 13. September 2015 erfolgten. Bei der Wahl selbst setzte sich die parteilose Kandidatin Henriette Reker gegenüber ihrem stärksten Konkurrenten Jochen Ott (SPD) durch. Die Wahl und die Siegesfeierlichkeiten wurden überschattet durch ein Attentat auf die Siegerin, das nur einen Tag vorher stattfand. Reker befand sich zum Zeitpunkt der Bekanntgabe ihres Sieges noch im künstlichen Koma, war aber nach Ansicht der behandelnden Ärzte außer Lebensgefahr.

## Vorgeschichte

### Kandidaten

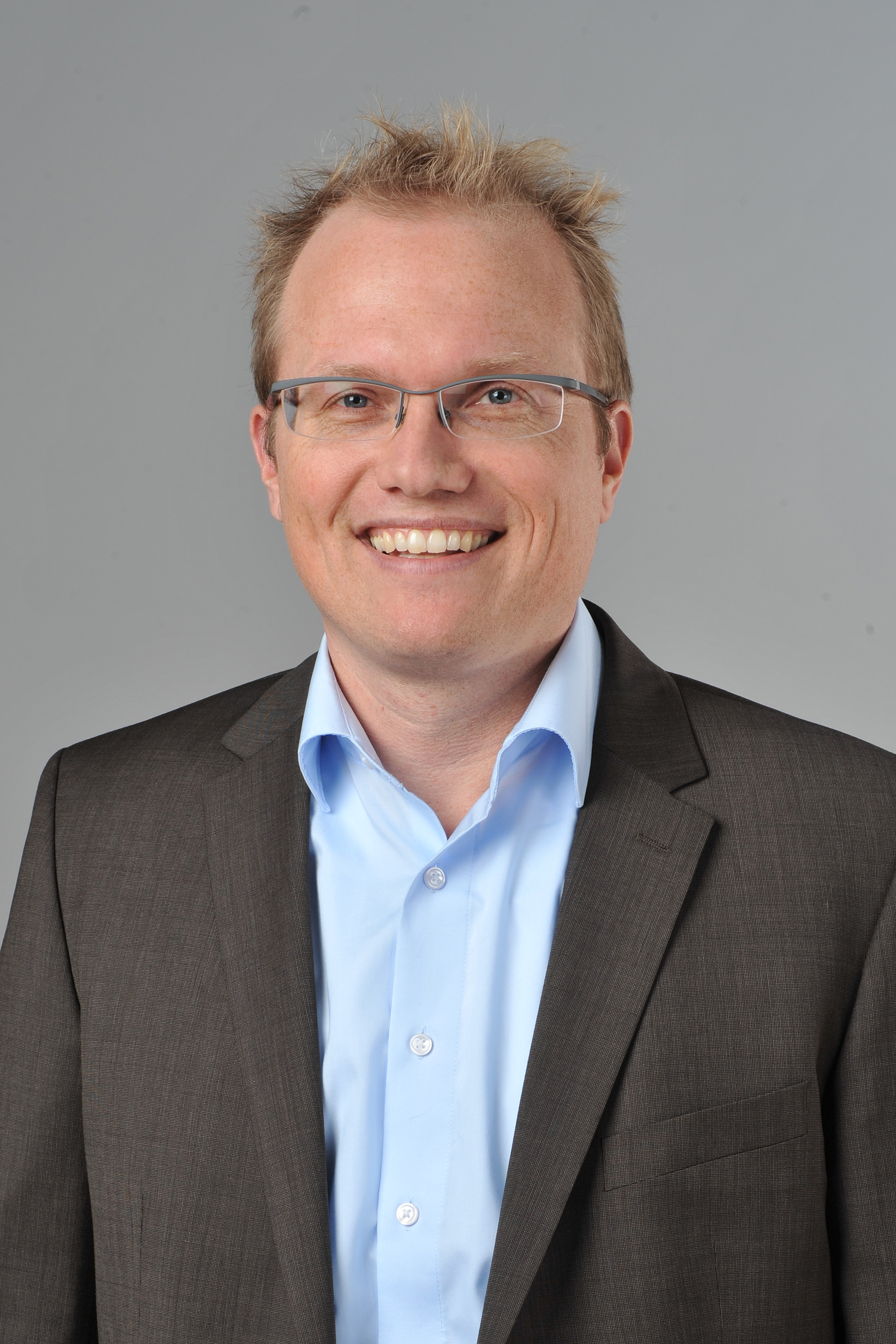
Jochen Ott war neben Reker aussichtsreichster Kandidat

Zur Wahl standen insgesamt sieben Kandidaten. Der scheidende Oberbürgermeister Jürgen Roters (SPD) trat nicht mehr an. Die Kandidaten im Einzelnen waren:
- Jochen Ott (SPD), * 1974, Oberstudienrat
- Henriette Reker (parteilos), * 1956, Juristin
- Mark Benecke (Die PARTEI), * 1970, Biologe
- Hendrik Rottmann (AfD), * 1969, Controller beim MAD
- Marcel Hövelmann (parteilos), * 1975, Diplom-Geograph
- Sabine Neumeyer (parteilos), * 1968, Reisegewerbekauffrau
- Kevin Krieger (REP), * 1991, Auszubildender Kaufmann im Einzelhandel

### Verschiebung der Wahl
Ursprünglich für den 13. September 2015 im Rahmen der Kommunalwahlen in Nordrhein-Westfalen angekündigt, musste die Wahl verschoben werden, da das Land die Stimmzettel beanstandete, auf denen die Parteien in zu großer Schriftgröße, die Namen der Kandidaten im Vergleich dazu aber viel zu klein angegeben waren. Politisch verantwortlich zeichnete Wahlleiterin Agnes Klein (SPD) und erklärte gleichzeitig ihren Rücktritt.
Am 4. September 2015 wurden die neuen Wahltermine bekanntgegeben: Die Wahl wurde auf den 18. Oktober verlegt. Eine Stichwahl wäre am 8. November erfolgt. Etwa 55.000 Stimmzettel, die bereits per Briefwahl eingereicht wurden, mussten ungültig erklärt werden.
Als Favoriten wurden schnell Jochen Ott und Henriette Reker ausgemacht. Letztere trat zwar parteilos, aber mit Unterstützung der sogenannten WählerInitiative Reker (WIR) an. Diese war eine sogenannte „Regenbogenkoalition“ aus CDU, FDP und den Grünen.

### Attentat
Am Morgen des 17. Oktober 2015, einen Tag vor der Oberbürgermeisterwahl wurden Henriette Reker sowie vier weitere Personen an einem Informationsstand der CDU in Köln-Braunsfeld von einem 44-jährigen Mann mit einem Messer angegriffen. Dabei wurden Reker und eine der anderen Personen schwer verletzt. Bei dem Täter soll es sich um ein früheres Mitglied der verbotenen militant-neonazistischen Freiheitlichen Deutschen Arbeiterpartei (FAP) gehandelt haben, der aus fremdenfeindlichen Motiven gehandelt habe. Reker wurde ins Universitätsklinikum Köln eingeliefert, wo sie notbehandelt wurde. Jochen Ott stellte aus Solidarität seinen Wahlkampf ein. Die Wahl selbst konnte nicht verschoben werden, da dies nach dem Kommunalwahlgesetz nur beim Tod eines Kandidaten möglich ist.

## Wahlergebnisse

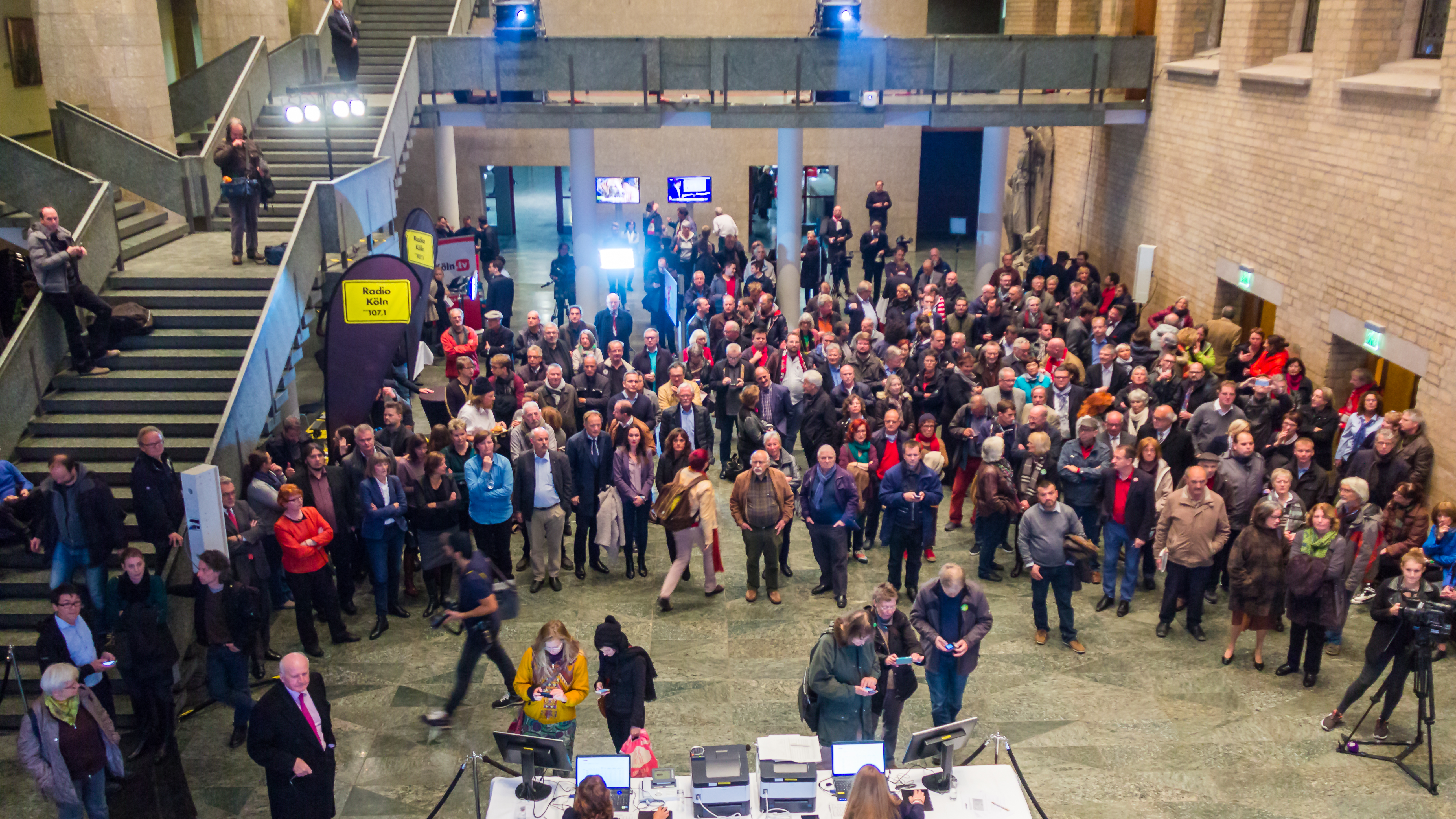
Wahlabend in der Piazzetta des Historischen Rathauses von Köln

Die Wahlbeteiligung lag bei 40,28 Prozent (325.868 abgegebene Stimmen) und damit 9 Prozentpunkte unter der Beteiligung bei der vorhergehenden Wahl 2009. Henriette Reker setzte sich mit deutlichem Abstand gegen Jochen Ott durch. Die absolute Mehrheit mit 52,66 Prozent der Stimmen machte eine Stichwahl unnötig. Henriette Reker wurde damit zur ersten Oberbürgermeisterin von Köln gewählt.
| Name             | Partei     | Prozent (%) |
| ---------------- | ---------- | ----------- |
| Henriette Reker  | parteilos  | 52,66       |
| Jochen Ott       | SPD        | 32,02       |
| Mark Benecke     | Die PARTEI | 7,22        |
| Hendrik Rottmann | AfD        | 4,01        |
| Marcel Hövelmann | parteilos  | 2,82        |
| Sabine Neumeyer  | parteilos  | 0,78        |
| Kevin Krieger    | REP        | 0,49        |

## Annahme der Wahl

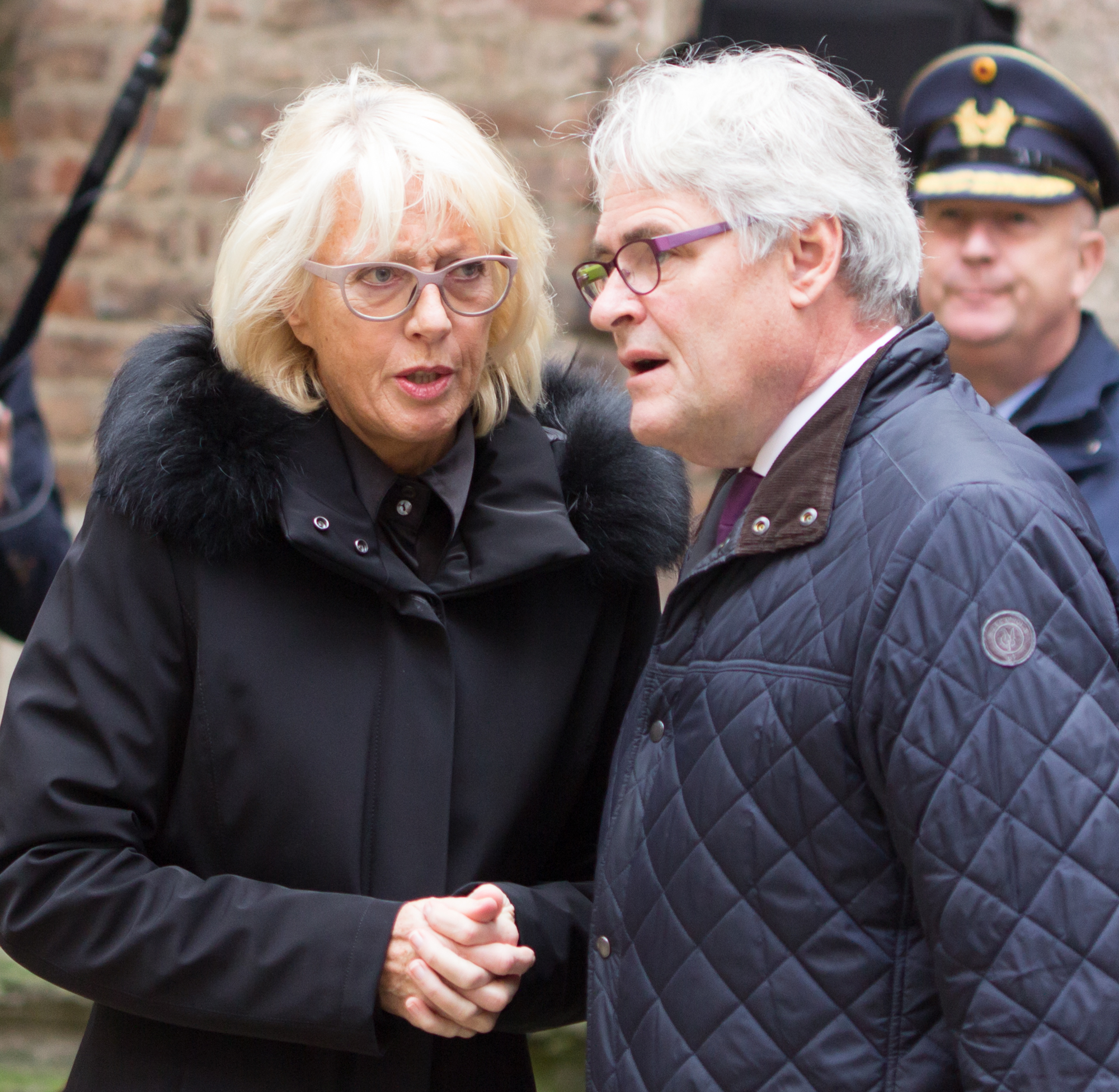
Als Vertretung für Henriette Reker bis zu ihrem Amtsantritt fungierten Elfi Scho-Antwerpes und Guido Kahlen

Henriette Reker befand sich zum Zeitpunkt der Wahl und bei Bekanntgabe des Ergebnisses noch in einem künstlichen Koma, wobei der Aufwachprozess schon eingeleitet war. Am 20. Oktober war Reker ansprechbar und konnte über den Ausgang der Wahl informiert werden. Am 22. Oktober 2015 um 12:10 Uhr unterschrieb sie die Annahmeerklärung und nahm damit formal ihr Amt an. Ihre Vertretung übernahmen für die Verwaltungsführung Stadtdirektor Guido Kahlen und für alle Rats- und Repräsentationsaufgaben Bürgermeisterin Elfi Scho-Antwerpes sowie die übrigen Bürgermeister der Stadt Köln.